# سد مادیکو
سد مادیکو (انگلیسی: Madikwe Dam) یک سد خاکی است که بر روی رود دولوان، در نزدیکی مادیکو، شمال غربی آفریقای جنوبی احداث شده است. این سد در سال ۱۹۷۶ برای مقاصد شهری و صنعتی ساخته شده است. همچنین خطر بالقوهٔ این سد، بالا (۳) ارزیابی شده است.